# Малые и средние предприятия
Малые и средние предприятия (сокр. МСП, англ. Small and medium-sized enterprises, сокр. SMEs или Small and medium-sized businesses, сокр. SMBs) — наименование коммерческих предприятий, которые не превышают определенных показателей (см. также средний класс). В противном случае их относят к крупным предприятиям.

## Определение
Не существует официального или общепринятого определения МСП, определение звучат по-разному в разных странах, но в большинстве случаев выделение того или иного типа предприятия происходит в зависимости от количества занятых сотрудников. Как правило, считается, что в МСП должны быть заняты менее 500 человек, хотя в некоторых странах эта цифра может быть меньше. В некоторых странах условия отличаются для промышленных предприятий и предприятий сферы услуг, как правило второе должно быть меньше первого.
В некоторых странах существует различие между автономными МСП и теми, которые связаны с крупным предприятием или промышленной группой, или также МСП выделяют на основе структуры управления (например, владелец лично занимается всеми делами фирмы или предприятие является семейным). В конце концов, статистические определения МСП часто отличаются от определений, разработанных для проведения экономической политики; например, хотя фирма со штатом 600 человек может не относиться к МСП в статистических целях, она может иметь право участвовать в общественных программах поддержки МСП.
Основной характеристикой МСП является небольшая величина в том смысле, что предприятие не относится к 10 или 20 процентам крупнейших фирм на рынке или в отрасли промышленности.

### Определение Европейской Комиссии
Более или менее признанным считается определение Европейской Комиссии в зависимости от количества работников, годового баланса и оборота: к категориям микро, малых и средних предприятиям относятся те, которые имеют до 250 сотрудников, а годовой оборот не превышает 50 миллионов евро и/или ежегодный общий баланс не превышает 43 миллиона евро. Однако предприятия не считаются МСП, если более 25 % их капитала принадлежит организациям с государственным участием, не считая институциональных и венчурных инвестиционных, вузов и исследовательских центров, небольших муниципальных органов, либо более 50 % — организациям типов из списка исключений выше.
| Предприятие | Сотрудники | Годовой оборот | Общий годовой баланс |
| ----------- | ---------- | -------------- | -------------------- |
| Микро       | < 10       | ≤ €2 млн       | ≤ €2 млн             |
| Малое       | < 50       | ≤ €10 млн      | ≤ €10 млн            |
| Среднее     | < 250      | ≤ €50 млн      | ≤ €43 млн            |

## Значение МСП
Малые и средние предприятия являются «хребтом» развитых экономик. Например, на 2017 год в ЕС МСП составляли от 99,8% (на 2012 год — 90%) от всех европейских компаний и обеспечивают более 90 миллионов людей рабочими местами (более 66% от всех рабочих мест)). От МСП также следует основной импульс в рыночной экономике в связи со своими инновационными устремлениями. Учитывая значение МСП, а также ограниченный доступ к капиталу (который дополнительно осложняется использованием Базеля II), государство обязано поддерживать этот предпринимательский сектор.